# Condado de Renfrew

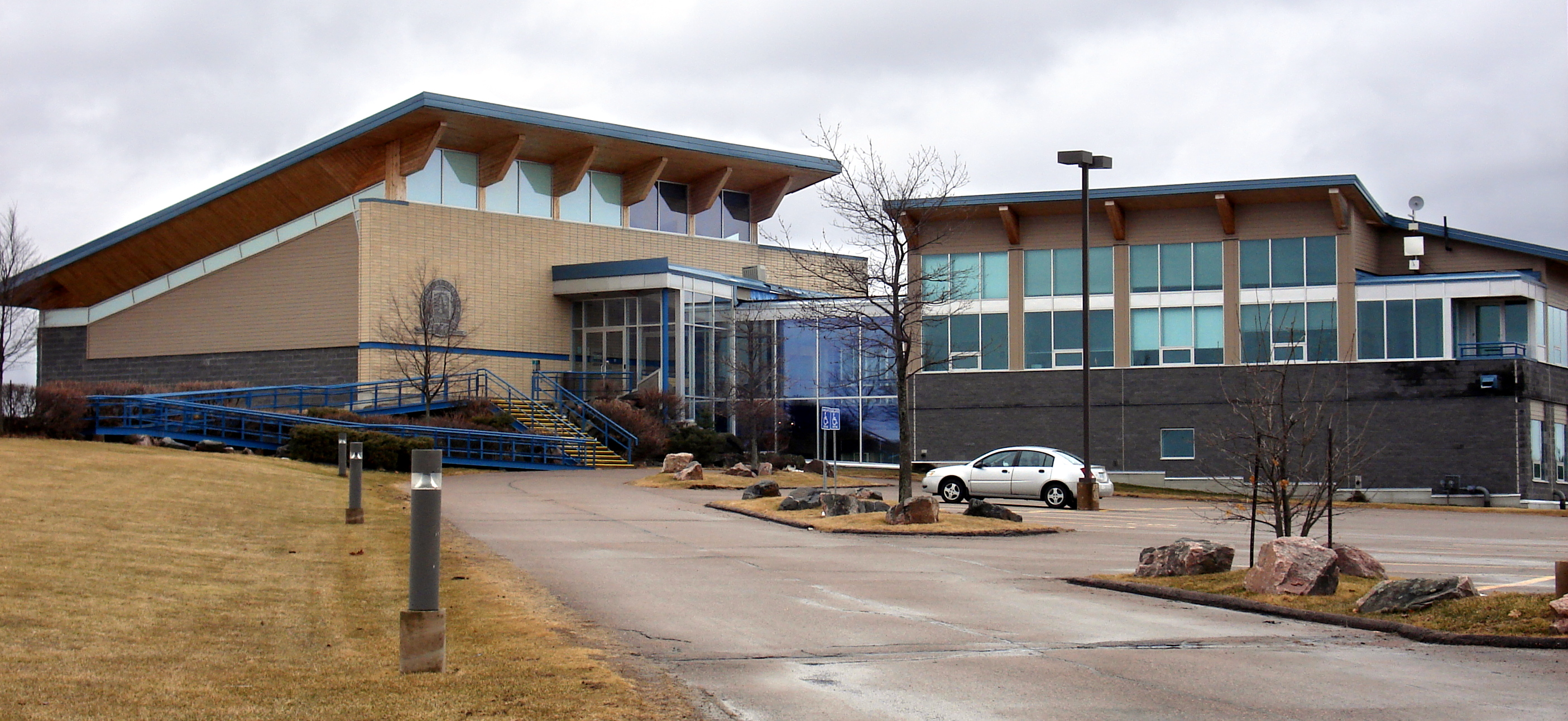

O condado de Renfrew é uma subdivisão administrativa da província canadense de Ontário. Sua capital é Pembroke. Sua área é 7 645,68 km².